# Meșterul Manole (EP)
Meșterul Manole este cel de-al treilea EP al formației Phoenix, apărut la casa de discuri Electrecord în anul 1973. Denumirea este convențională, discul având de fapt titlul „45 EDC-10.313”.

## Prezentare
Deși trupa pregătise un material amplu, Meșterul Manole – prima operă rock românească, cu scenariu, costume, coruri și actori, demersul artiștilor s-a lovit de cenzura tacită a autorităților comuniste. Dosarul în care se aflau versurile și schițele cu costume și decoruri, a fost „pierdut” la Comitetul de Cultură din Timișoara. Ulterior, dosarul a fost recuperat de către Victor Cârcu (autorul versurilor ne-populare), o copie a acestuia existând și la Mircea Baniciu. În februarie 2007, în Germania, a fost tipărit și lansat pe piață manuscrisul original al operei, împreună cu desenele lui Valeriu Sepi și o prefață a autorului.
„«Meșterul Manole» fusese gândită să fie o «operă-rock» adevărată, cu un întreg scenariu, cu o concepție și o dramaturgie mult mai vaste decât orice produsesem anterior. Urmau să participe coruri, actori, dansatori, nemaifiind vorba de o simplă desfășurare de melodii ca la «Cei ce ne-au dat nume». (...) Din melodia «Meșterul Manole», piesa de bază a acestei «opere-rock», am selecționat doar o parte și am făcut un cântec de sine stătător. Adăugând alte două piese, am produs din nou un «maxi-single». Acesta se numea «Meșterul Manole» și conținea, pe lângă piesa omonimă, «Mamă, mamă» și «Te întreb pe tine, soare». (...) Nu aveam suficient material pentru un LP, dar doream să susținem apariția regulată a discurilor «Phoenix». ”—Nicolae Covaci – Phoenix, însă eu...''
Nici celelalte două piese de pe acest EP, provenite din perioada „beat” a formației, nu au fost ocolite de cenzură. Melodia „Mamă, mamă” poate fi astăzi comparată cu versiunea inițială, cântată de Moni Bordeianu și apărută pe CD-ul Vremuri, anii 60... (1998), iar din „Te întreb pe tine, soare...” a fost „tăiată” o strofă: „Sigur sunt că ai să revii / Împreună când vom fi / Să te cert când întârzii / Când te mint, tu să mă știi / Și să rechemăm vechi bucurii.”
Într-o recenzie despre acest material discografic, referitor la melodia ce ocupă fața a doua a discului, criticul muzical Mihai Plămădeală spunea:
„Piesa «Meșterul Manole» este marea realizare a single-ului, pentru cum a fost compusă și cântată, dar și pentru ce reprezintă. Nu seamănă cu nimic din ce fusese făcut înainte în rock-ul autohton; nu seamănă cu nimic făcut în afara țării. O parte din forța acestei lucrări, numită pe copertă «uvertură», constă în inspirația folclorică, dar o altă bună parte își are izvorul în modul în care a fost speculată această inspirație prin transpunerea în limbaj rock. Compoziția păstrează geniul motivului popular, iar tema melodică pur și simplu viabilizează structura întregului. ”—Mihai Plămădeală, Muzici și faze, 20 februarie 2006

## Piese
Fața A:
1. Mamă, mamă — muzică: Nicolae Covaci, text: Victor Cârcu
2. Te întreb pe tine, soare... — muzică: Nicolae Covaci, text: Victor Cârcu

Fața B:
1. Meșterul Manole, uvertură — muzică: Nicolae Covaci, text popular

Muzică: Nicolae Covaci

Versuri: Victor Cârcu

Voce: Mircea Baniciu
Observație: Pe disc, textul piesei „Meșterul Manole, uvertură” (B1) este atribuit greșit lui Victor Cârcu. În realitate, versurile aparțin baladei populare Monastirea Argeșului (culeasă de poetul Vasile Alecsandri în 1874).

## Componența formației
- Nicolae Covaci – chitară, voce
- Iosif Kappl  – chitară bas, blockflöte, vioară, voce
- Mircea Baniciu – solist vocal, tamburină
- Costin Petrescu – baterie
- Valeriu Sepi – percuție

Invitat special:
- Liviu Butoi – oboi (la piesa B1)